# Natività (Petrus Christus)
La Natività è un dipinto del pittore fiammingo Petrus Christus realizzato circa nel 1450  e conservato alla National Gallery of Art di Washington negli Stati Uniti d'America. Mostra la nascita di Gesù con arcate a grisaglia e rilievi scolpiti nella tecnica del trompe-l'œil. Christus è influenzato dalla prima generazione di artisti olandesi, in particolare Jan van Eyck e Rogier van der Weyden. 
Il pannello è caratterizzato della semplicità e del naturalismo predominanti nell'arte di quel periodo. Posizionare gli archi come dispositivo di inquadratura è un tipico espediente di van der Weyden, qui probabilmente preso in prestito dal Trittico di san Giovanni Battista e il Trittico di Miraflores dello stesso artista. Petrus Christus adatta questi motivi pittorici a una sensibilità unica della metà del XV secolo: il pannello insolitamente grande - forse dipinto come una parte centrale dell'altare per un trittico - è sfumato e visivamente complesso. Mostra la sua solita composizione armoniosa e l'impiego della prospettiva a un punto, particolarmente evidente nelle forme geometriche del tetto del capannone e nel suo audace uso del colore. È una delle opere più importanti di Christus. 
Max Friedländer attribuì definitivamente il pannello in oggetto a Petrus Christus nel 1930, concludendo che fosse "in termini di portata e importanza, superiore a tutte le altre creazioni conosciute di questo maestro". L'atmosfera generale è di semplicità, serenità e sobria raffinatezza. L'opera riflette il movimento Devotio moderna del XIV secolo e contiene un complesso simbolismo Cristiano, contrapponente - in maniera sottile - l'iconografia dell'Antico e del Nuovo Testamento. Le figure scolpite nell'arco raffigurano scene Bibliche di peccato e punizione, segnalando l'avvento del sacrificio di Cristo tramite un messaggio di vasta portata sulla "Caduta e Redenzione dell'Umanità". 
All'interno dell'arco, circondata da quattro angeli, si trova la Sacra Famiglia; più oltre, un paesaggio si estende sullo sfondo lontano. Gli storici dell'arte hanno suggerito date di completamento che vanno dai primi anni del 1440 fino ai primi anni del 1460, con c. 1455 visto come il più probabile. Il pannello fu acquisito da Andrew Mellon negli anni 1930, tra le diverse centinaia di opere nella sua collezione personale, poi donata alla National Gallery of Art di Washington. Ha subito danni ed è stato restaurato nei primi anni 1990 per una mostra al Metropolitan Museum of Art.

## Storia

### Datazione e stato di conservazione
La datazione della Natività è stata a lungo fonte di dibattito tra gli studiosi. Le stime vanno dalla metà del 1440 alla metà del 1450 o - ancora - all'inizio della carriera di Christus fino a quando Rogier van der Weyden dipinse il Trittico di san Giovanni Battista circa nel 1455. Generalmente la metà del 1450 sembra la più accettata. Ainsworth lo considera, insieme alla Sacra Famiglia di Christus (attualmente a Kansas City), uno dei più importanti a lui attribuiti e ritiene che appartenga alla sua opera successiva, risalente fino alla metà del 1460. Prove come quando Christus si unì alla Confraternita dell'Albero Secco (circa i primi anni A.D. 1460) lo indica come un'opera successiva insieme al Ritratto di fanciulla. Il suo uso della prospettiva e dell'assimilazione delle influenze precedenti di van Eyck e van der Weyden suggeriscono anche una data successiva. Inoltre, i tipi di viso più morbidi utilizzati nella Natività sono tipici del lavoro successivo di Christus e suggeriscono una data intorno alla metà del 1450. L'analisi tecnica (prove dendrocronologiche) suggerisce una data circa 1458, basato sulla data di abbattimento degli alberi. Christus dipinse altre due versioni della Natività: una a Bruges e l'altra a Berlino. La Natività di Bruges è datata 1452: non si sa se la data sia stata aggiunta da Christus o durante un restauro - e l'analisi tecnica delle pennellate suggerisce che sia precedente alla Natività di Washington.

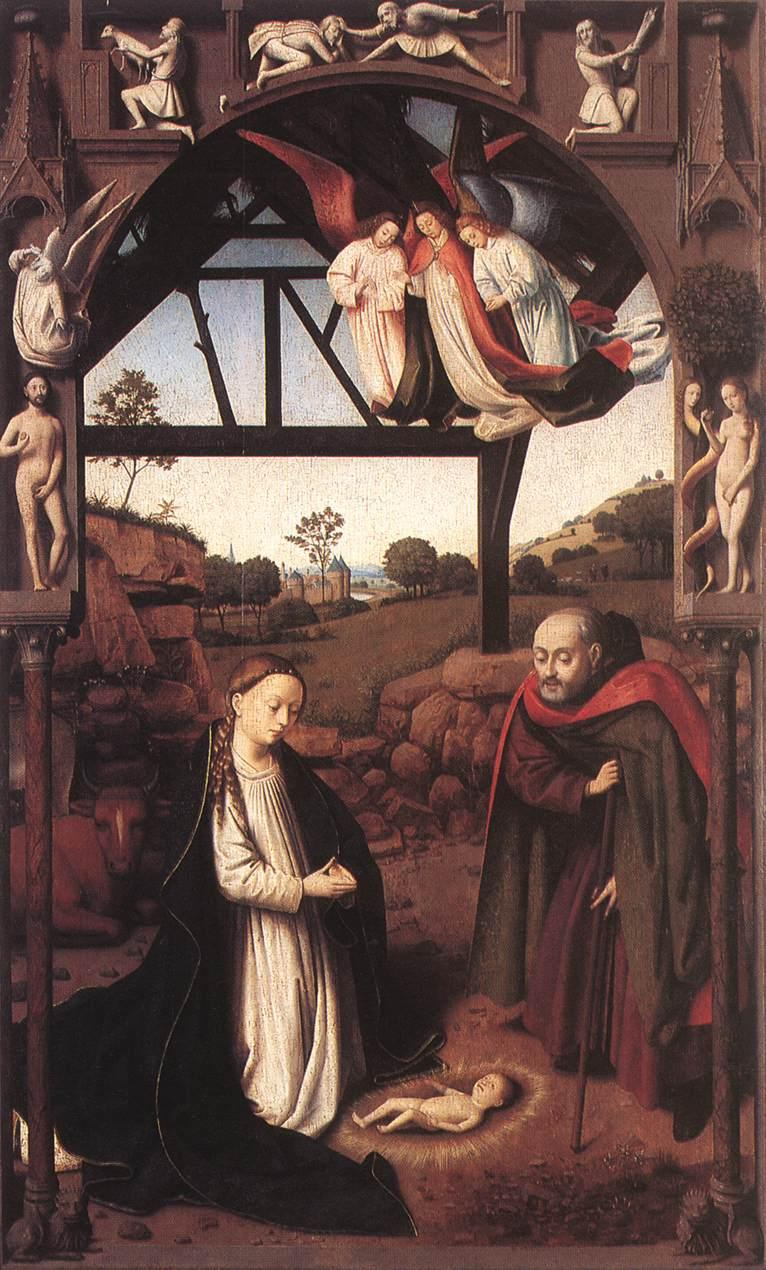
La versione precedente della Natività di Christus al Groeningemuseum a Bruges è firmata e datata 1452.

La determinazione della data di esecuzione si basa sull'analisi stilistica e sul grado di influenza di van der Weyden. La datazione dell'opera al 1440 si basa sull'idea che Christus prese in prestito pesantemente dall'influenza immediata di van der Weyden e Bouts. Sebbene alcune delle somiglianze siano innegabilmente sorprendenti e potrebbero essere attribuite al seguire un modello, il grado di raffinatezza nella Natività supera di gran lunga gli altri due pittori, secondo Ainsworth. Scrive che Bouts e van der Weyden "si limitano a espandere la narrazione" nel loro uso del motivo ad arco, mentre Christus mostra uno stretto rapporto tra causa ed effetto, tra peccato e redenzione: tutte innovazioni che quasi certamente si sono evolute più tardi nella sua carriera, posizionando la data non prima rispetto alla metà del 1450. 
Il sotto-disegno è visibile attraverso una moderna analisi tecnica, che rivela il gruppo principale di figure e linee di contorno nelle pieghe e nel drappeggio degli abiti. Le ali degli Angeli alla sinistra di Maria sono visibili, ma non quelle a destra, probabilmente a causa della successiva verniciatura. Nel sottotono l'abito di Maria si estende fino alla sinistra dell'Angelo, ma apparentemente Christus cambiò idea sulla sua esecuzione. 
Il lavoro ha subito danni: crepe nel punto in cui sono uniti tre pannelli di legno, perdita di vernice in alcune parti del motivo a crettatura e scolorimento delle vernici. La più grande area di perdita di vernice si è verificata sulla spalla di Giuseppe. L'abito di Maria è stato completamente restaurato e ridipinto. Una certa perdita di vernice è appena percettibile nelle aree intorno ai suoi capelli. In molte aree gli strati di vernice e il supporto sottostante restano in buone condizioni.
La Natività era una delle 13 opere appese alla mostra del Metropolitan Museum of Art del 1994, "Petrus Christus: Renaissance Master of Bruges". Ha subito un significativo restauro per l'occasione: i tecnici hanno rimosso la vernice eccessiva probabilmente risalente alla sua provenienza spagnola. L'aggiunta includeva la patena d'oro sull'abito di Maria, il pigmento sotto il Cristo Bambino e gli aloni sopra Maria e Gesù. Già nel 1916, Friedländer mise in dubbio la presenza di aloni nell'opera di Christus, raramente osservati nella pittura Olandese dei Paesi Bassi nel XV secolo. Quando gli aloni furono attentamente esaminati, si scoprì che si trattava di aggiunte successive; prima della mostra sono stati rimossi da diversi dipinti, tra cui il Ritratto di un certosino.

### Provenienza
Il dipinto è oggi alla National Gallery of Art di Washington, DC, ad opera del finanziere di Pittsburgh Andrew Mellon alla fine degli anni 1930. Era uno dei 126 dipinti della sua collezione personale, donati alla galleria e venne esposto all'inaugurazione del museo nel marzo del 1941 - tre anni dopo la sua morte. Appartenne alla Señora O. Yturbe di Madrid, che lo vendette nel 1930 a Franz M. Zatzenstein, fondatore della Matthiesen Gallery di Berlino. Quell'aprile i Duveen Brothers, meno colpiti dal crollo del mercato azionario del 1929 rispetto ad altri rivenditori, pagarono a Zatzenstein £ 30.000, in contanti, per il dipinto e lo vendettero immediatamente a Mellon. Un commerciante di solito doveva passare il lungo processo di invio di fotografie di un dipinto tramite una nave transatlantica ad un acquirente americano e quindi attendere una risposta; la transazione per la Natività fu eccezionale perché si trattò del primo dipinto, la cui fotografia venne trasmessa via cavo Marconi dall'Inghilterra all'America. Per evitare le tasse di esportazione dovute se il dipinto fosse stato spedito direttamente a New York, i Duveens presero una strada tortuosa: da Madrid alla Germania, poi a Parigi e in America. Nel 1936 fu acquisito dalla AW Mellon Educational and Charitable Trust e donato alla National Gallery un anno dopo. Date le sue dimensioni e il suo orientamento, il pannello era probabilmente destinato a stare da solo, ma potrebbe essere stato concepito come l'ala di una pala d'altare o trittico.Non è tuttora noto chi abbia commissionato il pezzo o come sia arrivato in possesso di un proprietario spagnolo. Almeno la metà dei noti patroni di Christus erano italiani o spagnoli, e spesso cambiava il suo stile per soddisfare il loro desiderio. Circa otto dei suoi dipinti - di cui circa 25 sono ancora esistenti - provengono, infatti, dall'Italia o dalla Spagna, dando credito alla speculazione di aver trascorso del tempo in entrambi in Paesi. Tuttavia l'esistenza del fiorente mercato di esportazione nella prima pittura a pannelli dei Paesi Bassi suggerisce allo stesso modo che avrebbe potuto essere dipinto a Bruges e trasportato a sud in un successivo momento.

## Descrizione

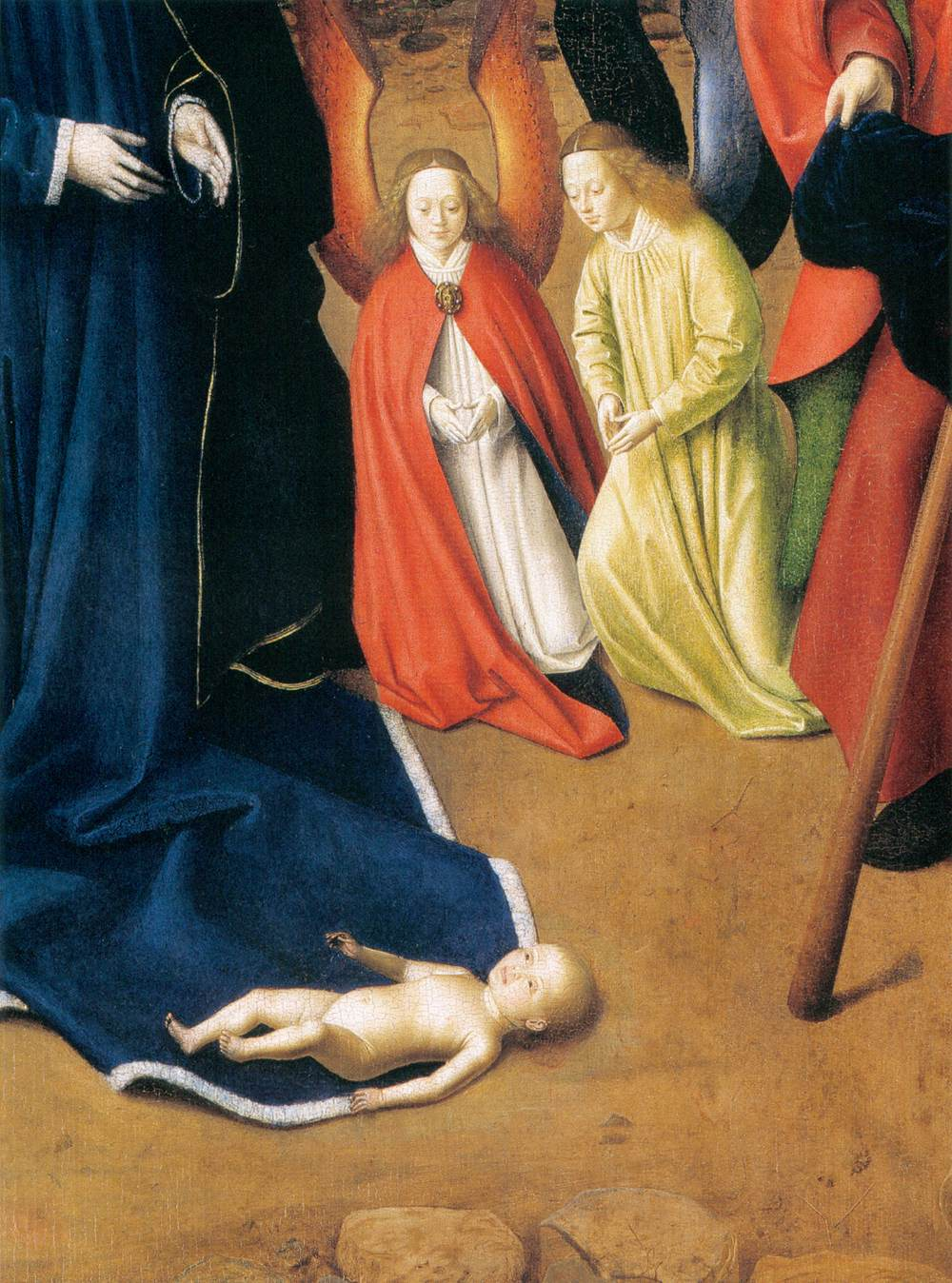
Angeli in vesti che adorano il Gesù bambino che giace sulla veste di Maria

Il pannello misura 127,6 cm × 94,9 cm (50,2 pollici × 37,4 pollici): è insolitamente grande per un dipinto a pannello singolo dei Paesi Bassi nel XV secolo. Copre quattro assi di quercia.Sebbene non vi siano prove di pannelli alari/laterali mancanti, le sue dimensioni suggeriscono che fosse una pala d'altare centrale di un grande trittico. Lo storico dell'arte Joel Upton scrive come con le sue dimensioni, stile, tono e composizione, Christus dipinse un'immagine Andachtsbild, per via delle dimensioni monumentali simili a un ciborio. La distinzione tra le figure e lo spazio che li circonda è caratteristica di Christus, così come la sua prospettiva a un punto. Il paesaggio di fondo è tipicamente sereno, così come lo sono quelle che Upton descrive come "affascinanti figure dalle dimensioni quasi da bambola che compongono il cast di personaggi". 
Il pannello è incastonato in un capannone racchiuso da due pilastri e un arco, realizzato in grisaglia a forma di scultura. Ogni pilastro è sostenuto da una figura curva in rilievo (telamone) alla base, che regge il peso sulle spalle. Su ogni pilastro si trovano statue di Adamo ed Eva, rispettivamente sulla sinistra e sulla destra. Una soglia di marmo collega le due strutture. Sugli angoli superiori dell'arco vi sono due pennacchi; gli archivolti contengono sei scene bibliche in rilievo dal Libro della Genesi, raffiguranti la caduta dell'uomo. In due di esse vi sono raffigurati Adamo ed Eva: la loro espulsione dal Paradiso e Adamo che coltiva la terra. Gli altri rappresentano: Caino, Abele e il loro sacrificio a Dio; Caino, che uccide Abele; Dio che appare ad Abele; Caino espulso nella Terra di Nod. Nel capanno, Maria e Giuseppe condividono un momento intensamente privato prima dell'Annunciazione ai pastori della nascita di Gesù Bambino. Sono raffigurati in colori vivaci. Maria indossa una lunga tunica blu, Giuseppe un mantello rosso foderato di verde sopra una tunica marrone, mentre mantiene il cappello in mano. Guardano riverentemente la figura appena nata di Gesù che giace sulla veste di Maria. I tratti di Maria hanno una dolcezza più caratteristica rispetto ai successivi dipinti di Christus e notevolmente simile alla sua Madonna dell'albero secco, secondo Maryan Ainsworth. In ginocchio in adorazione su entrambi i lati sono quattro piccoli angeli. 

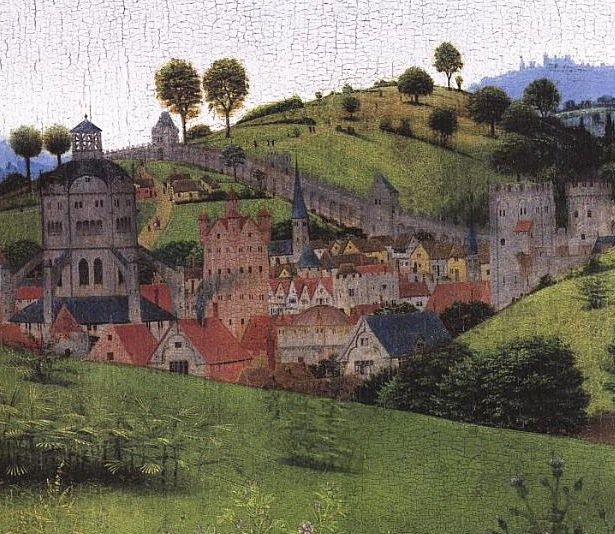
Dettaglio dello sfondo del dipinto (con un apparente motivo di piccole crepe) che mostra una città fiamminga del XV secolo, con due strutture a cupola che rappresentano Gerusalemme

Gli animali sono visibili nelle bancarelle. Dietro di loro si scorge un muro fatiscente con tre basse finestre romaniche. Quattro pastori in abiti contemporanei del XV secolo chiacchierano amabilmente, appoggiati al muro, mentre guardano nel capanno. Due sono posizionati a sinistra e due a destra; in ogni coppia uno è vestito di rosso e un altro di blu. Dietro il capanno c'è una piccola collina, dove due pastori allevano pecore lungo un sentiero, e oltre si trova una tipica città dei Paesi Bassi con al centro due strutture a cupola, che simboleggiano Gerusalemme e la Passione di Cristo. Il grande edificio a cupola è basato sul Santo Sepolcro di Gerusalemme, una replica che la famiglia Adornes costruì a Bruges nel 1427, chiamata la cappella di Gerusalemme. Uno stormo di oche è visibile in alto nel cielo attraverso le capriate del tetto.

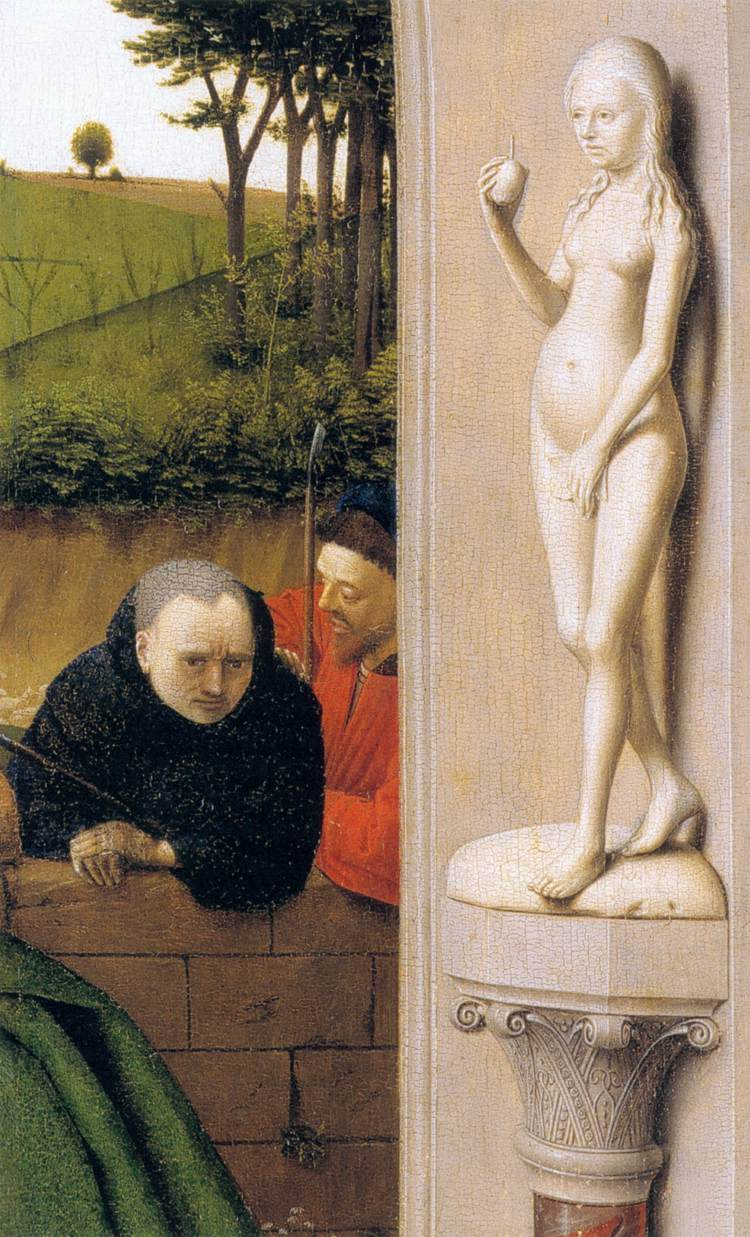
Dettaglio dell'arco destro che mostra Eva su un piedistallo, nell'atto di mangiare il frutto proibito

La luce splende nella tettoia dall'esterno attraverso le finestre basse. Il tipo di ombre dipinte suggerisce l'alba di un nuovo giorno. I quattro spettatori nella parte posteriore sono in luce e ombra, particolarmente evidente sulla faccia dell'uomo secondo da destra. Qui Christus prende in prestito e adopera un dispositivo ottico dal lavoro dei suoi predecessori Jan van Eyck e Rogier van der Weyden, ma è più audace e deciso con il suo uso della luce, descritto dal professore d'arte Lola Gellman come "senza contrappunto nell'arte precedente.

### Iconografia
Il pannello è ricco di iconografia tipicamente Cristiana, che riflette lo spostamento degli atteggiamenti religiosi verso una devozione più meditativa e solitaria nel XV secolo, esemplificato dal movimento Devotio moderna. Il dipinto è - per l'appunto - devozionale: la sua iconografia giustappone chiaramente le immagini dell'Antico e del Nuovo Testamento, rappresentando temi tipici di punizione e redenzione, suggerendo la convinzione che una seconda possibilità sia disponibile attraverso la nascita di Cristo.
Le rappresentazioni della Natività sono cambiate in modo significativo nell'arte europea in seguito alla visione dell'evento da parte di Santa Brigida di Svezia. Secondo Upton, la scena "vuole rappresentare una fonte di ricompensa emotiva per la propria Fede, una visione privata in risposta alla propria contemplazione. Nella versione dell'evento di Bridget, Maria non giace in un letto durante il parto. L'evento si svolge in una grotta, dove - vestita di bianco - Maria si inginocchia o sta in devozione davanti al bambino sdraiato per terra. Giuseppe tiene una candela per illuminare l'evento della nascita. Nella Natività di Robert Campin - circa 1420 A.D. - viene rappresentata una narrativa differente: la grotta è stata sostituita da un capannone con animali, sono presenti le ancelle di Maria, mentre gli angeli e i pastori gioiscono. Christus - invece - semplifica la narrazione: rimuove le ancelle e relega gli animali sullo sfondo. L'abito bianco di Maria è sostituito da uno blu scuro. La sua Natività è cupa e sommessa, una Incarnazione ed una "austera calma dell'adorazione senza tempo". 

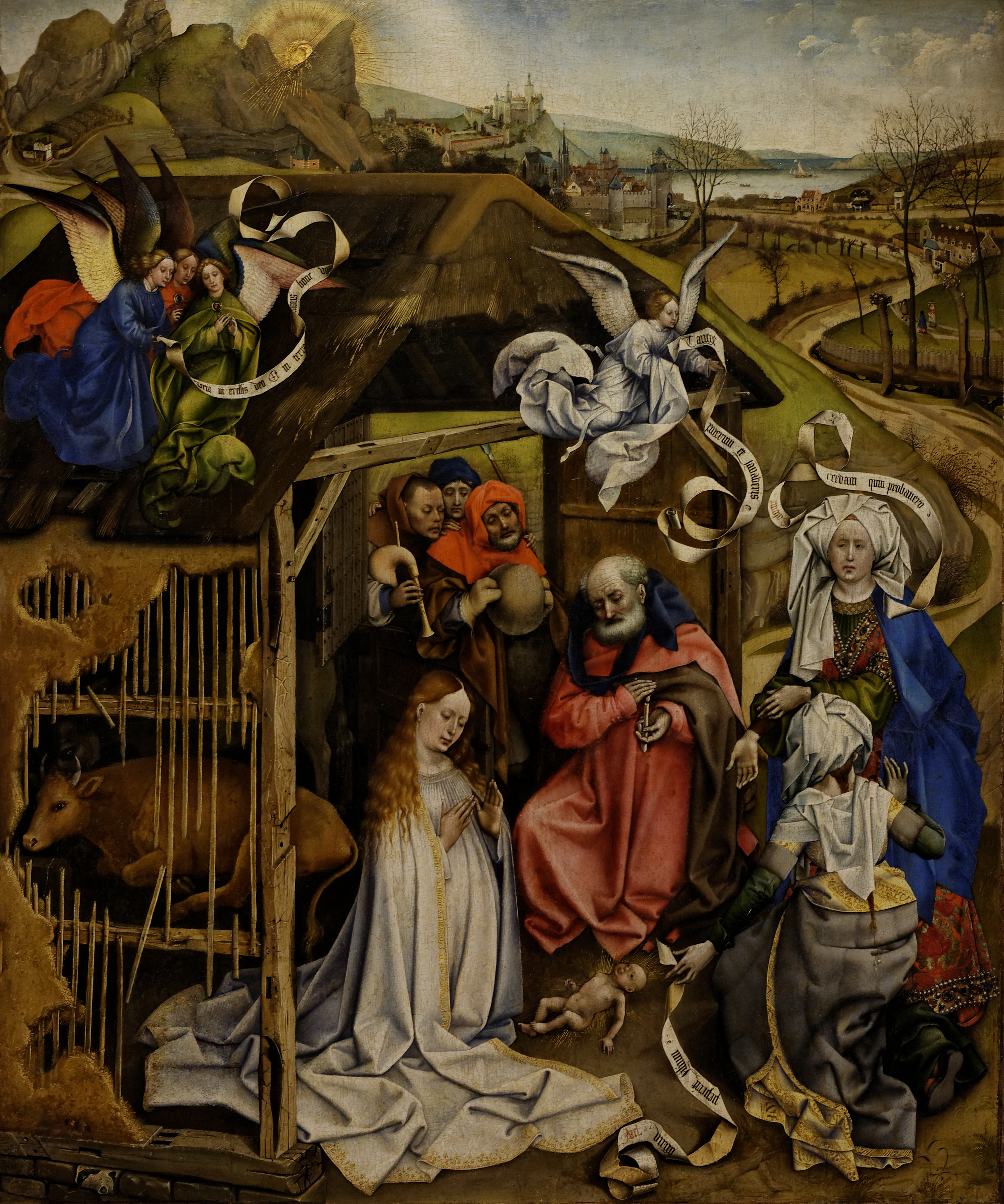
Robert Campincirca 1420. La Natività raffigura la scena secondo le visioni di Santa Brigida di Svezia

La Natività trasmette sia i temi del peccato e della punizione dell'Antico Testamento, sia la dottrina del sacrificio e della redenzione del Nuovo Testamento. Sebbene Adamo ed Eva ai lati dell'arco siano suggestivi di quelli nel Polittico dell'Agnello Mistico Van Eyck, differiscono in modo significativo. Qui sono dipinti come statue "grisaille" in contrasto con le versioni realistiche di van Eyck; e, a differenza di Van Eyck, qui Adamo ed Eva si vergognano nascondendo la loro nudità. 
Il peccato terrestre e la contesa, la rabbia e la vendetta, sono rappresentati nei guerrieri presenti agli angoli, e significano ciò a cui la nascita di Cristo può porre fine.
I temi della punizione e della redenzione sono ulteriormente esplorati nelle sei scene sull'arco, in cui i rilievi mostrano gli eventi della Genesi 4,1-1 (da sinistra a destra): l'angelo di Dio che espelle Adamo ed Eva dal Giardino dell'Eden; la vita dopo l'espulsione; i sacrifici di Caino e Abele; Caino che uccide Abele; (in alto) Dio bandisce Caino; Caino saluta i suoi genitori, o forse suo fratello Set, che parte per trovare l'Albero della vita, una leggenda ebraica dell' Apocalisse di Mosè, opera pseudoepigrafia dell'antichità.
I due rilievi più in alto sull'arco, che hanno un focus centrale e funzionano come chiave di volta, portano l'attenzione sulla giustapposizione di temi dell'Antico e del Nuovo Testamento. Il rilievo a sinistra mostra Caino e Abele che si sacrificano a Dio; a destra Caino commette il peccato di omicidio, che Dio punisce. I due rilievi funzionano anche come un dispositivo temporale, conducendo lo spettatore direttamente al momento della Nascita di Cristo e della redenzione dell'Umanità, che avviene di seguito nel capanno. Si ricorda allo spettatore che l'Umanità deve sacrificarsi a Cristo, pena rischiare la punizione e l'espulsione dalla Chiesa, proprio come Dio espulse Caino. La Caduta dell'Uomo raccontata sull'arco ricorda allo spettatore la "necessità del Sacrificio di Cristo". 

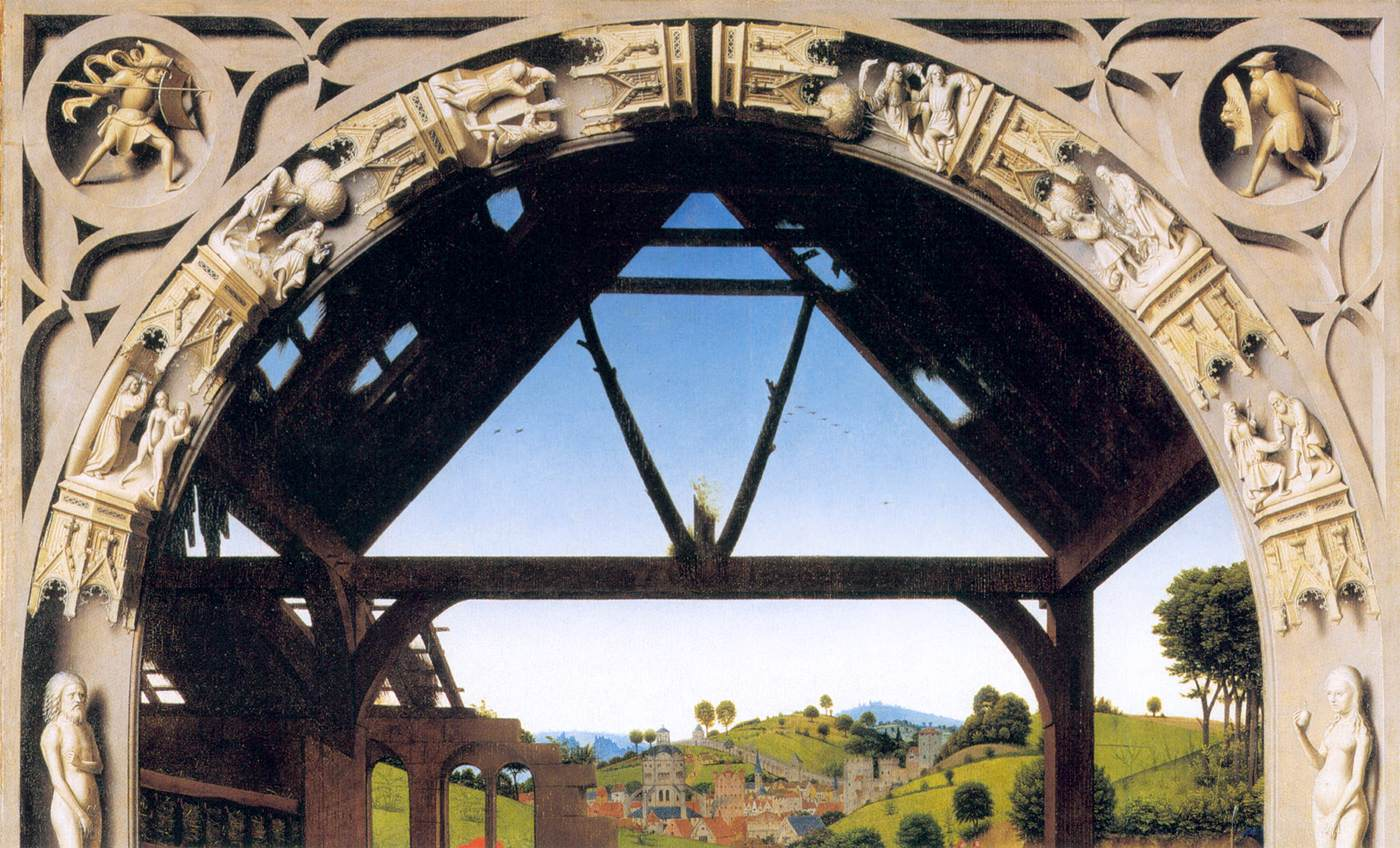
Le due scene più in alto sull'arco mostrano scene di sacrificio e punizione

Il semicerchio di roccia all'interno del davanzale ricorda allo spettatore di abbandonare il peccato. Si ricorda allo spettatore di raggiungere una piena comprensione del significato dell'evento, raggiunto con i due raggruppamenti di pastori nella parte posteriore del capanno: due dei quattro sono attivi e due sono passivi. L'uomo vestito di blu a sinistra sta ascoltando; l'uomo in blu a destra guarda, mentre le loro controparti in rosso non lo fanno. Sebbene guardino e ascoltino attivamente, i due uomini in blu non sembrano avere una piena comprensione dell'evento. Upton spiega che lo spettatore medievale avrebbe capito che - tramite questa iconografia - il pittore Christus presentasse "un uomo che ascoltava senza sentire e guardava senza vedere". Si ricorda allo spettatore di comprendere la visione e l'iconografia del dipinto, di riconoscere pienamente il significato della Venuta di Cristo, di ascoltare e vedere la parola di Dio e di obbedire ai desideri del Signore. Il ciuffo d'erba che spunta dalla capriata centrale del tetto sopra le figure trasmette molteplici significati. Sebbene l'arbusto sia reso in modo naturale, Christus quasi certamente lo colloca lì per il suo valore simbolico; il suo posizionamento suggerisce che abbia seguito un programma di iconografia mascherata. Il significato più ovvio è di nuova vita e nuovi inizi.
A livello secolare, l'arbusto potrebbe aver indicato l'appartenenza di Christus alla Confraternita dell'Albero Secco, alla quale si unì tra il 1462 e il 1463. Tale confraternita era - al tempo - alquanto prestigiosa, includendo nei suoi ranghi la nobiltà dei Borgogna, come Filippo di Borgogna e sua moglie Isabella, ricchi mercanti stranieri e membri delle classi superiori di Bruges. Il ciuffo d'erba simboleggia anche l'albero della vita, e Upton teorizza che - con quella collocazione - Christus "abbia dato espressione alla leggenda" del terzo figlio di Adamo, Set, la cui ricerca di un ramo costituiva leggenda molto popolare nel periodo medievale. Allude - inoltre - a Mosè ed al rovo ardente. Secondo Upton, nella Natività di Cristo, Giuseppe assume il ruolo di protettore e portatore della Legge di Mosè; proprio come Giuseppe ha rimosso i suoi calzari in presenza di Cristo, così Mosè ha rimosso le sue scarpe in presenza del Cespuglio. L'ambientazione rappresenta la Messa - gli Angeli sono vestiti con abiti eucaristici, con quelli all'estrema destra vestiti con un copricapo da diacono. Nessuno indossa la casula del celebrante, suggerendo che Cristo sia il Sacerdote. Il tetto rappresenta un ciborio sopra un altare. Un'aggiunta successiva al dipinto, forse del XII secolo, e poi rimossa, fu una patena d'oro, su cui giaceva il Bambino, mostrando chiaramente Gesù come Ostia Eucaristica. Maria, Giuseppe e gli Angeli sono i primi ad adorare il Bambino Gesù e il capannone "diventa l'Altare della Prima Messa". Upton spiega che se vista nel contesto della Prima Messa l'iconografia è definita più chiaramente.

### Composizione
Christus è stato il primo pittore dei Paesi Bassi a seguire rigide regole compositive matematiche con il suo uso di ortogonali, creando una prospettiva unificata. Il concetto di composizioni "basate su una prospettiva unitaria" fu in gran parte uno sforzo pioneristico da parte del medesimo Christus, sebbene preso in prestito dai maestri precedenti. La composizione della Natività è una delle opere più complesse e importanti di Christus, che porta Ainsworth ad affermare come il tutto sia magistralmente integrato con l'uso del colore. La radiografia a raggi X ha rivelato linee ortogonali tracciate sulla pittura di fondo, utilizzate per indicare dove l'asse orizzontale e verticale dovessero incontrarsi sulle teste delle figure principali. Si pensa che l'artista abbia usato una bussola per disegnare i pennacchi.
Il dipinto contiene diverse costruzioni geometriche. Il tetto delle capriate del capannone forma una serie di triangoli, colleganti le linee che uniscono la base dei piedistalli e le traverse. Questi circondano il raduno della Sacra Famiglia, che forma uno schema inverso. Secondo lo storico dell'arte Lawrence Steefel, "il dettaglio partecipa a un modello quasi emblematico di triangoli ripetuti che stabiliscono uno schema di rima sopra e sotto, di struttura del tetto e disposizione delle figure". Upton scrive che un "diamante chiaramente definito" è visibile all'interno dell'apice del tetto. Da lì si estende fino a Eva, e l'apice inferiore si forma dove il bambino giace a terra. Quindi si estende fino ad Adam e torna sul tetto. "Questa forma di diamante", scrive, "integrata dal rettangolo al suo interno, formato dai supporti del capannone, dalla base del triangolo e dalla linea di terra del capannone, circoscrive l'evento principale del dipinto". 

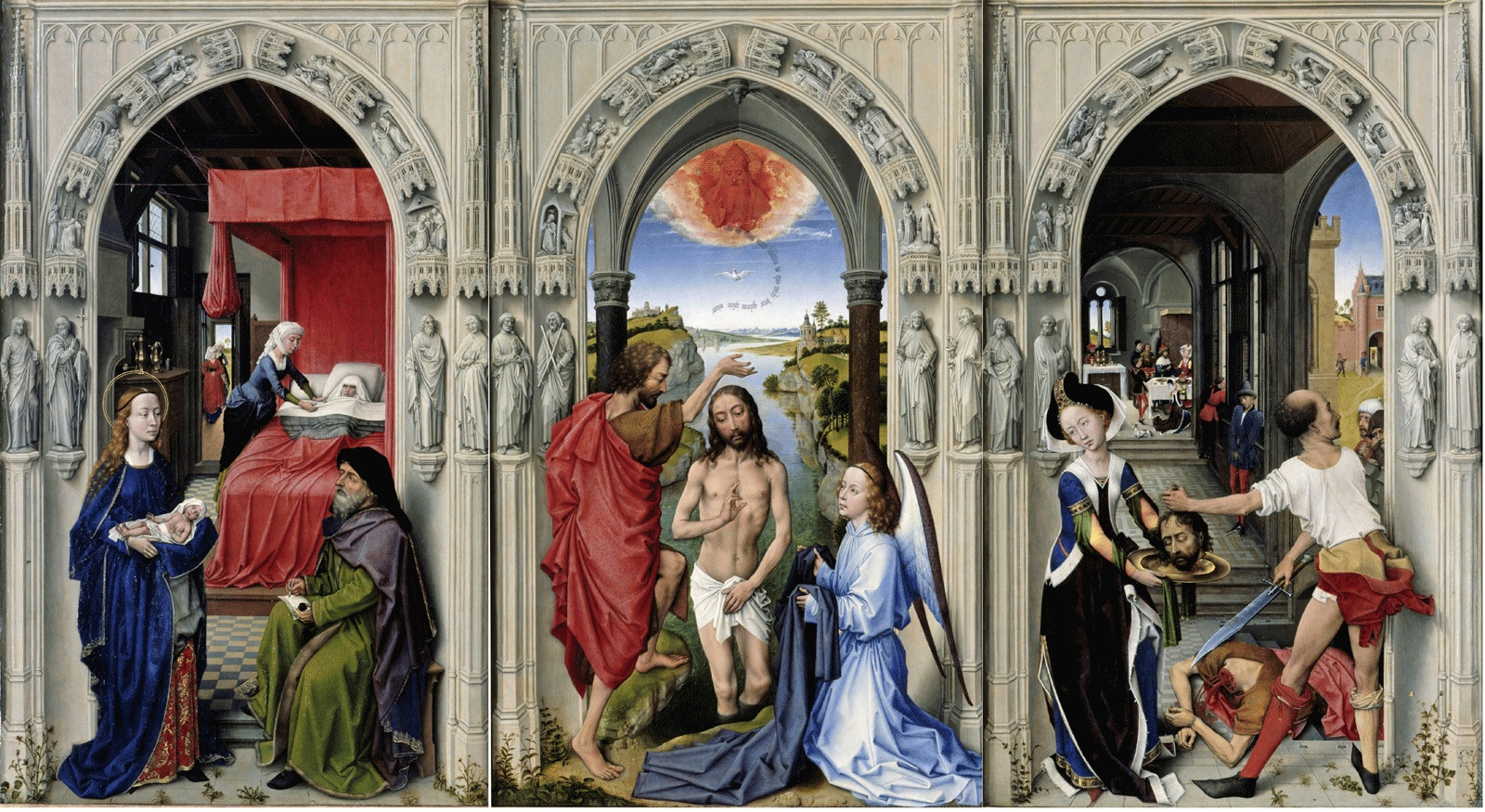
Rilievi degli archi di Rogier van der Weyden nel Trittico di san Giovanni Battista circa 1455 nel Gemäldegalerie di Berlino

I confini spaziali e temporali che separano le sfere terrene e celesti sono spesso visti nell'arte dei Paesi Bassi sotto forma di cornici o archi. Qui si raggiunge un limite con l'arco a grisaglia, che ricorda fortemente il lavoro di van der Weyden. Gli storici dell'arte ipotizzano che Christus possa aver tratto ispirazione dal suo Trittico di san Giovanni Battista circa 1455. Invece di limitarsi a imitare, Christus ha innovato ed esteso l'uso del motivo ad arco di van der Weyden; il suo arco è pensato per essere un'apertura, o uno schermo, attraverso cui lo spettatore ha la possibilità di vedere nello "spazio santo", piuttosto che un semplice dispositivo di inquadratura, in cui le figure sono posizionate direttamente in linea o sotto l'arco. Le pietre della soglia multicolore in basso sottolineano la sua funzione - afferma Upton - che scrive: "è un'apertura attraverso la quale si passa: una vera cornice o una porta per il quadro. Eppure, poiché questo arco è dipinto in grisaglia, distinto dal resto del pannello, deve anche essere visto come un'entità separata, proprio come un bordo elaborato attorno a una pagina di manoscritto miniata. Le ombre proiettate dalle figure di grisaille sottolineano "la sua funzione di diaframma tra spazio reale e illusorio".
.

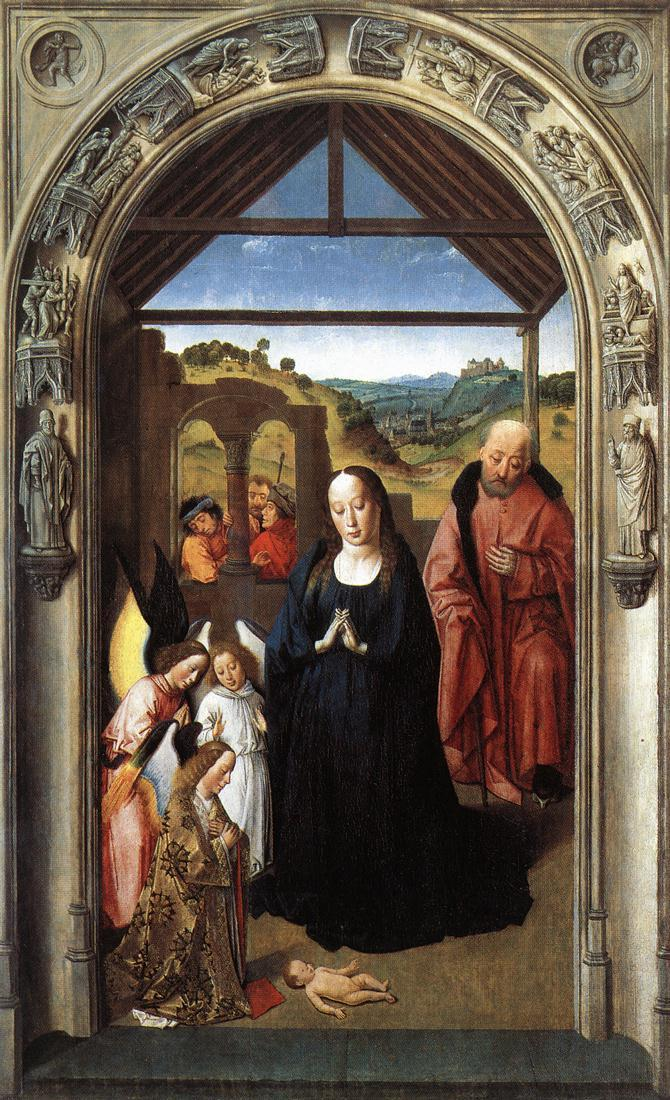
Pannello centrale di Dieric Bouts circa del 1445 del Trittico della vita della Vergine. Questo pezzo è simile nello stile alla Natività di Christus

Un arco molto simile si trova nel Trittico della vita della Vergine di Dieric Bouts circa del 1445. I trittici ad arco di van der Weyden sono stati eseguiti all'incirca nello stesso periodo, ma gli storici dell'arte concordano più sul fatto che il progetto archivistico di Rogier costituisca il vero precedente. A differenza di Bouts e van der Weyden, Christus sembra aver usato il dispositivo per racchiudere una singola scena, incorporando tutti i personaggi principali all'interno dell'arco, anziché una serie collegata di scene con archi separati. 
L'arco è solo un preludio ad ulteriori complesse divisioni. Lo spazio abitato dalla Sacra Famiglia è la Terra Santa. Maria, Giuseppe, il Cristo Bambino e i quattro Angeli circostanti occupano uno spazio diviso nella parte anteriore dall'arco e dal muro nella parte posteriore. Un semicerchio di figure è posizionato attorno a Cristo, echeggiato nel semicerchio di rocce posto direttamente all'interno del davanzale della porta. Maria e Giuseppe fanno eco alle colorate colonne verticali in porfido sui lati e alle statue di Adamo ed Eva. La parte posteriore del capannone in cui si trovano i quattro uomini, la piccola valle con i pastori, la città e il paesaggio di sfondo sono anche aree spazialmente discrete, che creano un "movimento costante e misurato nello spazio al posto del più brusco saltando dal primo piano allo sfondo distante comune alla pittura fiamminga". Hanno anche la funzione di circondare la Sacra Famiglia e - allo stesso - tempo impedire il suo isolamento dal mondo. Ainsworth scrive che "il messaggio del dipinto emerge silenziosamente dallo spazio rigoroso, prospetticamente corretto, costruito per coinvolgere lo spettatore". Upton concorda, spiegando che l'uso di dispositivi geometrici enfatizza il punto focale, che "cade ben sotto l'orizzonte nel centro esatto del pannello", una prospettiva di cui avrebbe goduto lo spettatore, inginocchiandosi di fronte al pannello, creando un vero e proprio "senso di relazione fisica tra l'atto reale e ideale dell'adorazione".

### Esplicative
1. ↑  Non sono sopravvissuti trittici dipinti da Christus, ma sono state suggerite diverse ricostruzioni. Nella dimensione della Natività è più grande di Robert Campin Trittico di Mérode, e diversi trittici di Jan van Eyck . Vedi Upton,1975, 53.
2. ↑  Forse, se farai del bene, non anche ne riceverai? Se invece farai male, non starà subito il tuo peccato alla tua porta? Ma l'appetito tuo ti starà sottoposto, e tu potrai dominarlo. (Genesi 4,7)
3. ↑  Christus e sua moglie sono elencati come membri nel 1462; nel 1463 apparvero nella lista dei nuovi membri. Sterling 1971, p. 19, Hand 1987, p. 41.

### Bibliografiche
1. ↑  Upton 1975, p. 58.
2. 1 2 3 4 5 6  (EN) The Nativity, su nga.gov. URL consultato il 2 febbraio 2020.
3. 1 2 3  Hand 1987, p. 44.
4. 1 2  Ainsworth 1994, p. 62.
5. 1 2 3 4 5 6 7  Ainsworth 1994, p. 161.
6. 1 2 3  Strerling 1971, p. 19.
7. 1 2  Ainsworth 1994, p. 215.
8. 1 2  Ainsworth 1994, p. 32.
9. ↑  Ainsworth 1994, pp. 158-160.
10. 1 2 3 4 5 6 7  Hand 1987, p. 42.
11. ↑  Campbell 1994, p. 639.
12. ↑  Ainsworth 1994, p. 51.
13. ↑  Richter 1941, pp. 174-178.
14. ↑  Secrest 2005, pp. 323-325.
15. 1 2 3 4  Upton 1975, p. 53.
16. 1 2  Ainsworth 1998, p. 34.
17. ↑  Lane 1970, p. 390.
18. ↑  Sterling 1971, pp. 8-9.
19. ↑  Upton 1975, p. 52.
20. 1 2 3  Upton 1975, p. 54.
21. 1 2  Silver 1982, p. 21.
22. ↑  Birkmeyer 1961, p. 105.
23. ↑  Upton 1975, p. 58.
24. 1 2 3 4 5  Ainsworth 1994, p. 158.
25. ↑  Birkmeyer 1961, p. 107.
26. 1 2  Upton 1990, p. 100.
27. 1 2 3 4  Upton 1975, p. 55.
28. ↑  Marten 1990, pp. 13-14.
29. ↑  Upton 1975, p. 51.
30. 1 2  Upton 1975, p. 55.
31. 1 2  Gellman 1970, p. 147.
32. 1 2  Pächt 1999, p. 29.
33. 1 2 3  Birkmeyer 1961, p. 103.
34. ↑  Upton 1975, pp. 50-51.
35. 1 2  Upton 1975, p. 59.
36. ↑  Upton 1975, p. 61.
37. ↑  Ainsworth 1994, pp. 158-161.
38. 1 2  Upton 1975, pp. 63-64.
39. ↑  Murdoch 2009, p. 6.
40. 1 2  Upton 1975, p. 65.
41. ↑  Upton 1975, pp. 69-70.
42. 1 2 3  Steefel 1962, p. 137.
43. 1 2  Upton 1975, pp. 71-72.
44. ↑  Upton 1975, p. 67.
45. ↑  Upton 1975, p. 68.
46. ↑  Upton 1975, pp. 56-57.
47. ↑  Chapuis 1998, p. 18.
48. ↑  Hand 1987, p. 46.
49. ↑  Upton 1975, p. 56.